# No Reason to Cry
No Reason to Cry - album nagrany przez Erica Claptona, wydanym w 1976 r. No Reason to Cry została wydana na płycie CD 25 października 1990 r.

## Lista utworów
| 1.  | "Beautiful Thing" (Rick Danko, Richard Manuel) | 4:26  |
|     |                                                |       |
| 2.  | "Carnival" (Clapton)                           | 3:44  |
|     |                                                |       |
| 3.  | "Sign Language" (Bob Dylan)                    | 2:58  |
|     |                                                |       |
| 4.  | "County Jail Blues" (Alfred Fields)            | 4:00  |
|     |                                                |       |
| 5.  | "All Our Past Times" (Clapton, Danko)          | 4:40  |
|     |                                                |       |
| 6.  | "Hello Old Friend" (Clapton)                   | 3:36  |
|     |                                                |       |
| 7.  | "Double Trouble" (Otis Rush)                   | 4:23  |
|     |                                                |       |
| 8.  | "Innocent Times" (Clapton, Marcy Levy)         | 4:11  |
|     |                                                |       |
| 9.  | "Hungry" (Levy, Dicky Simms)                   | 4:39  |
|     |                                                |       |
| 10. | "Black Summer Rain" (Clapton)                  | 4:55  |
|     |                                                |       |
| 11. | "Last Night" (Walter Jacobs)                   | 4:52  |
|     |                                                |       |
|     |                                                | 46:24 |
|     |                                                |       |
Dodatkowa piosenka (11) zamieszczona na płycie CD.

## Listy sprzedaży
| Lista           | Kraj              | Pozycja |
| --------------- | ----------------- | ------- |
| Billboard 200   | Stany Zjednoczone | 21      |
| UK Albums Chart | Wielka Brytania   | 8       |